# Mont Vorassay
Le mont Vorassay est un sommet de France, dans le massif du Mont-Blanc, en Haute-Savoie.

## Géographie
La montagne constitue l'extrémité d'une crête descendant de l'aiguille de Bionnassay au sud-est via l'aiguille, l'arête et le col de Tricot. Culminant à 2 303 mètres d'altitude, elle domine le val Montjoie à l'ouest et notamment le village de Saint-Nicolas-de-Véroce, sur le versant opposé à la vallée. Au sud se trouvent les chalets de Miage, au nord le hameau de Bionnassay et à l'ouest celui du Champel.
Le sommet est accessible par un sentier de randonnée depuis le col de Tricot au sud-est ou par son arête nord-est depuis la combe des Juments.

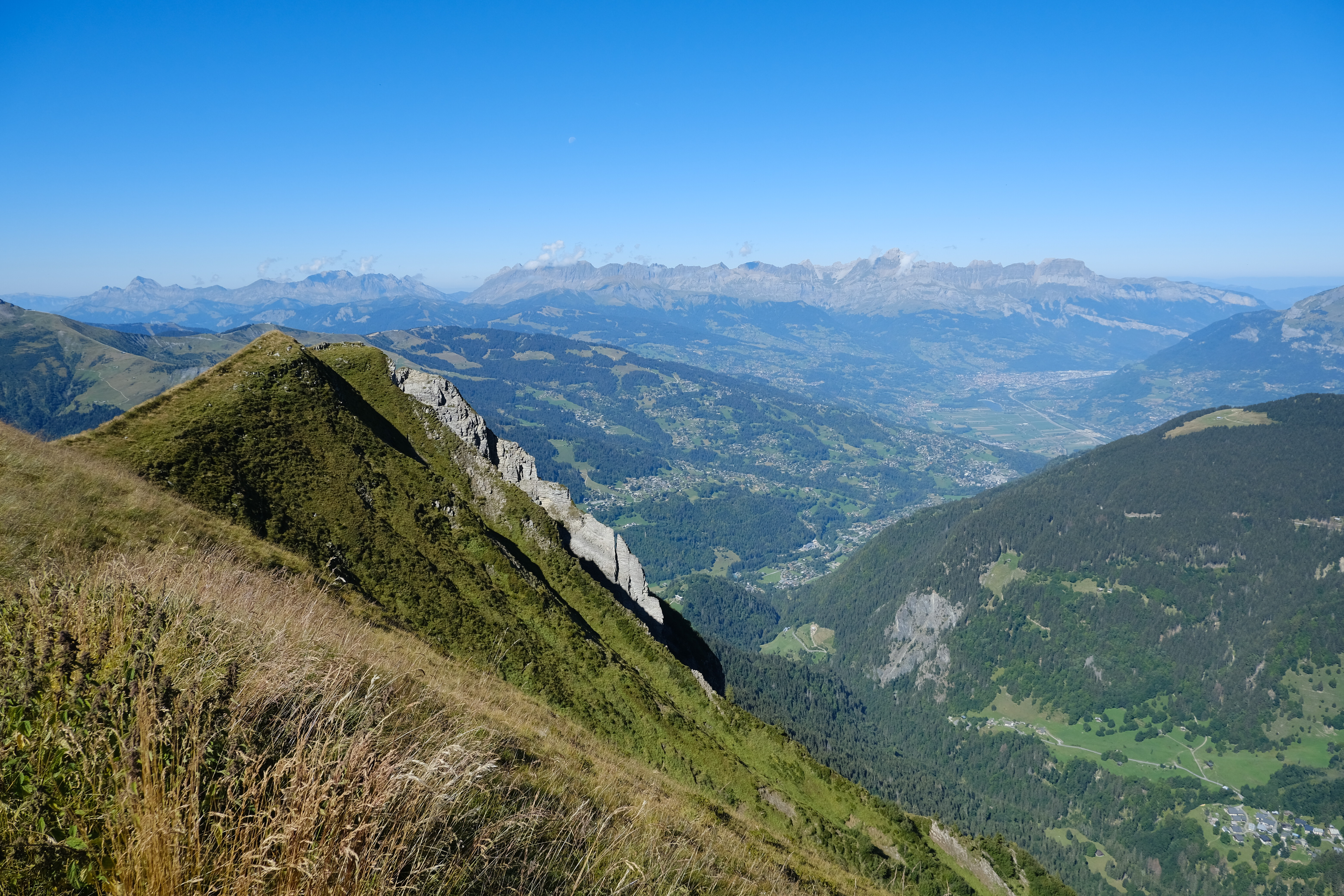
Vue en direction du nord-ouest de la vallée de l'Arve et de la chaîne des Aravis depuis le sommet.

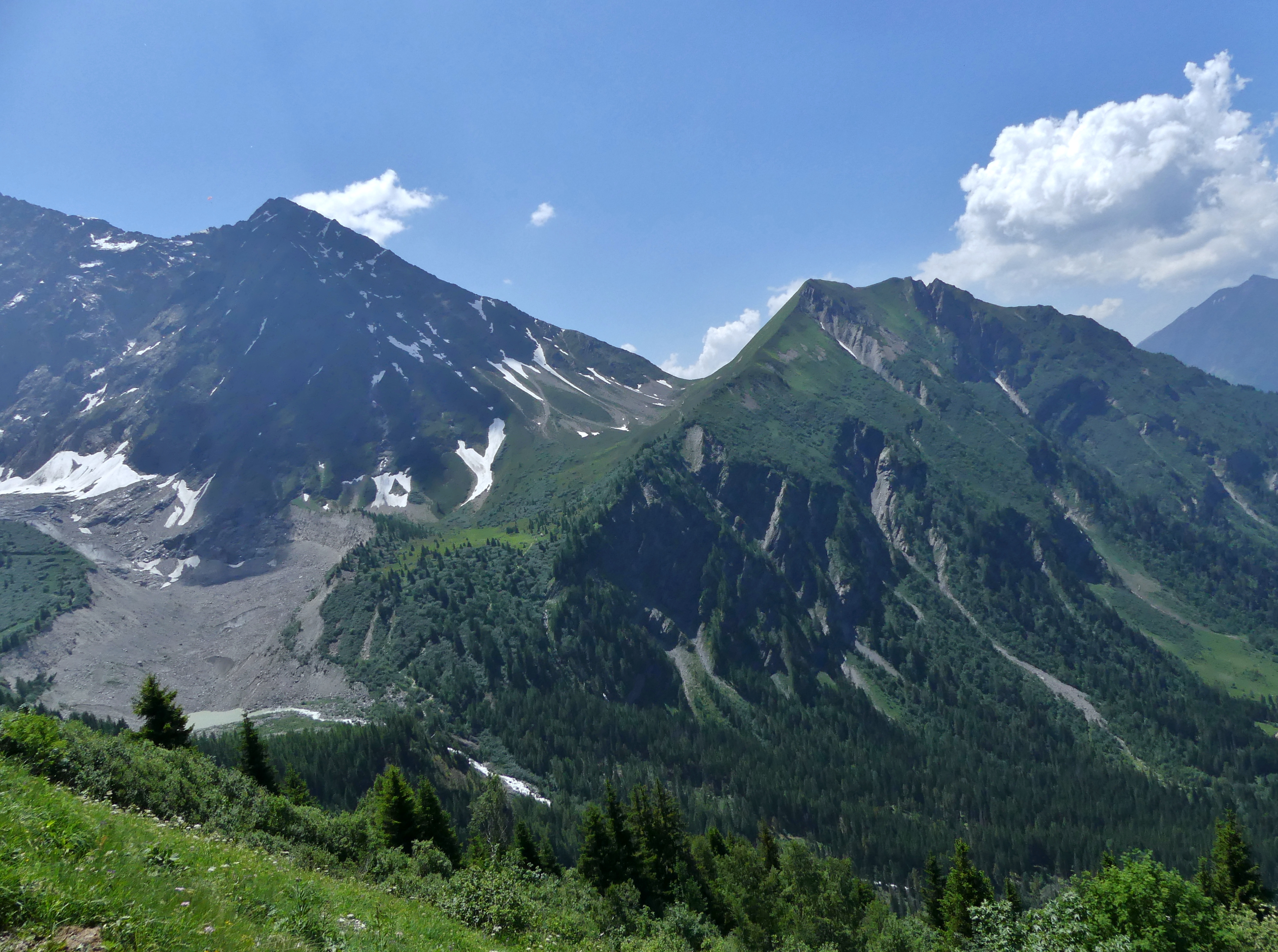
Vue depuis le nord du col de Tricot encadré par le mont Vorassay à droite et la pointe Inférieur de Tricot à gauche.

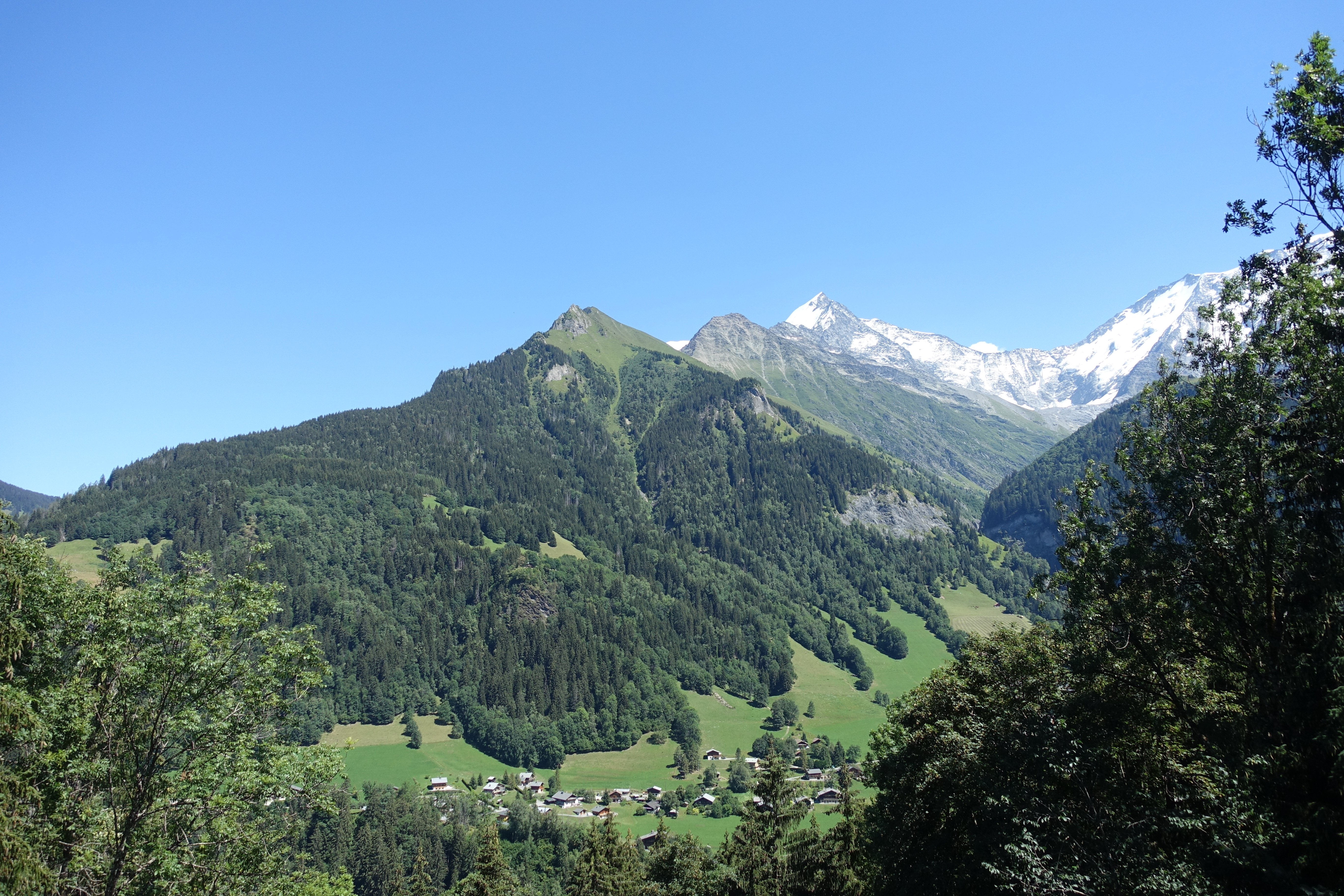
Le mont Vorassay vu depuis Saint-Nicolas-de-Véroce à l'ouest avec derrière lui l'aiguille de Bionnassay englacée.